# Життя Чарлі
«Життя Чарлі» (англ. Charlie's Life) — американський документальний фільм 1916 року.

## Сюжет
Фільм включає в себе кадри з декількох фільмів студії Keystone і Essanay, де Чаплін знімався протягом 1914—1915 рр.

## У ролях
- Роско «Товстун» Арбакл — різні ролі
- Генрі Бергман — різні ролі
- Чарлі Чаплін — різні ролі
- Честер Конклін — різні ролі
- Мінта Дарфі — різні ролі
- Мейбл Норманд — різні ролі
- Една Первієнс — різні ролі
- Форд Стерлінг — різні ролі
- Мак Суейн — різні ролі
- Бен Терпін — різні ролі